# Djiguinoume
Djiguinoume est un village du Sénégal situé en Basse-Casamance. Il fait partie de la communauté rurale de Coubalan, dans l'arrondissement de Tenghory, le département de Bignona et la région de Ziguinchor.
Lors du dernier recensement (2002), le village comptait 877 habitants et 122 ménages.